# Ganzsache

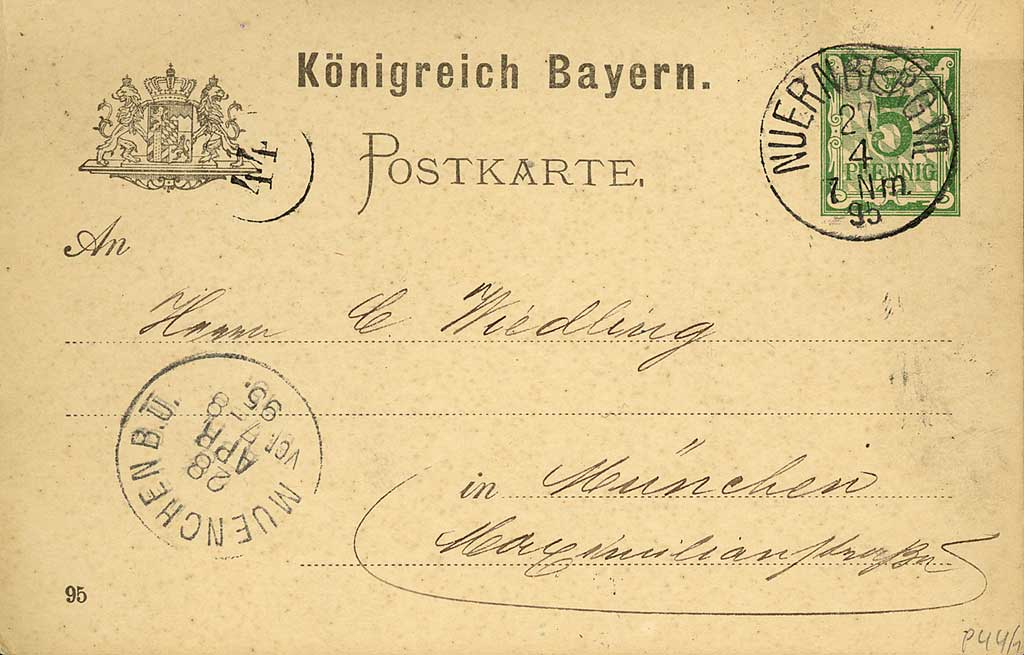
Ganzsachenpostkarte aus dem Königreich Bayern, Michel-Nr. P44/1, abgestempelt am 27. April 1895 in Nürnberg, eingegangen am 28. April 1895 in München.

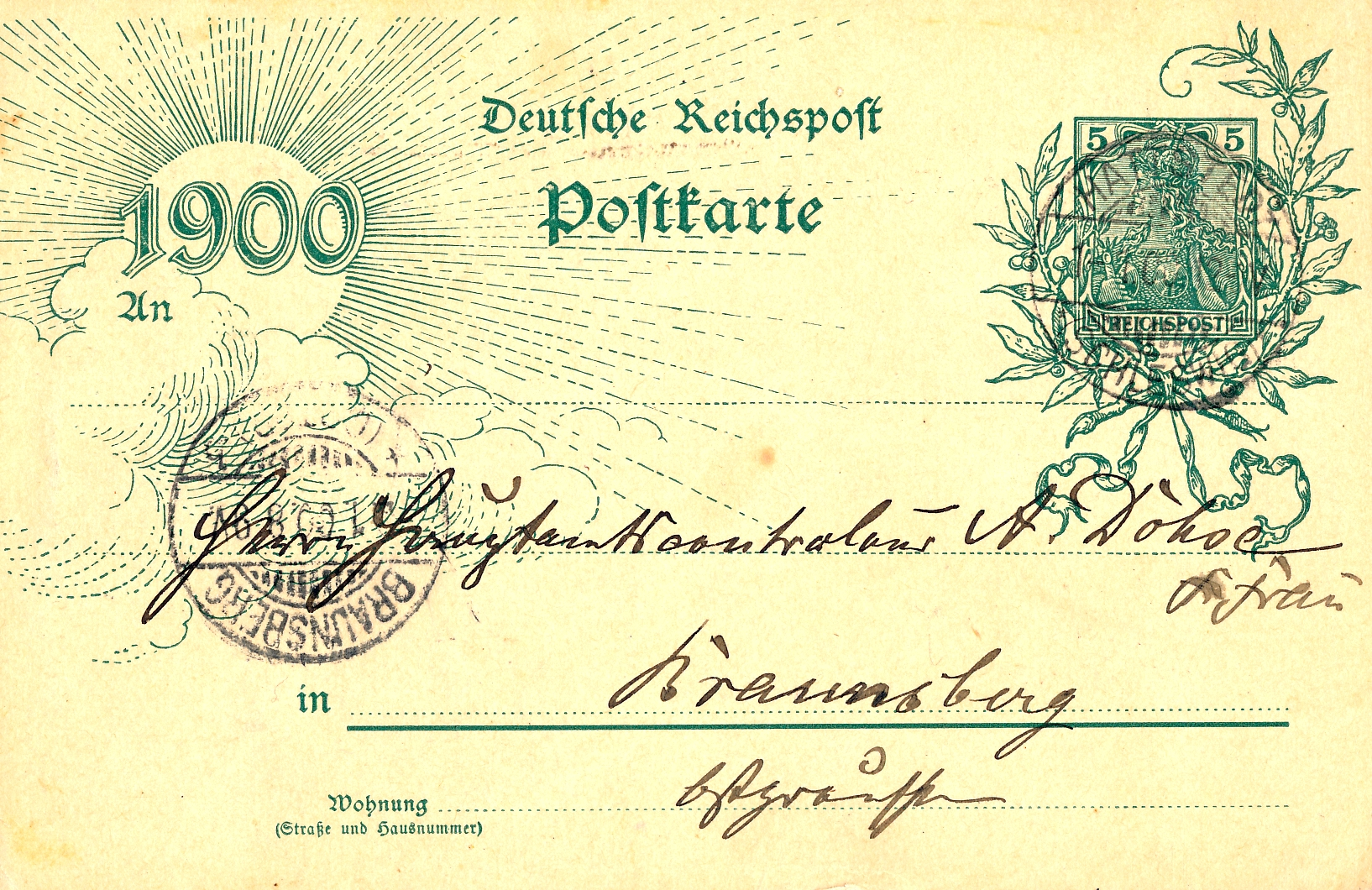
Ganzsachenpostkarte der Deutschen Reichspost zur Jahrhundertwende 1899/1900

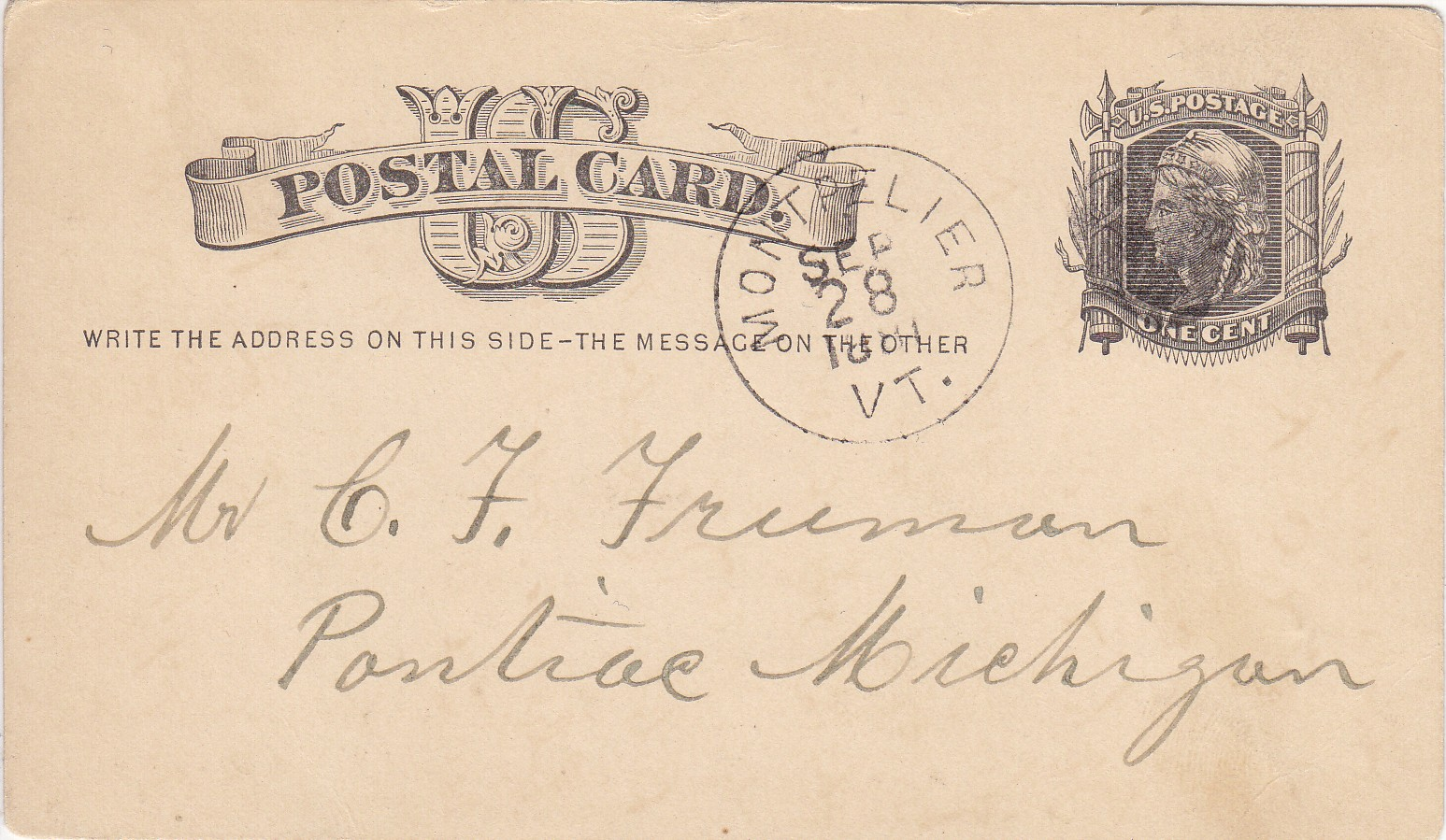
Ganzsachenpostkarte aus den Vereinigten Staaten von 1881

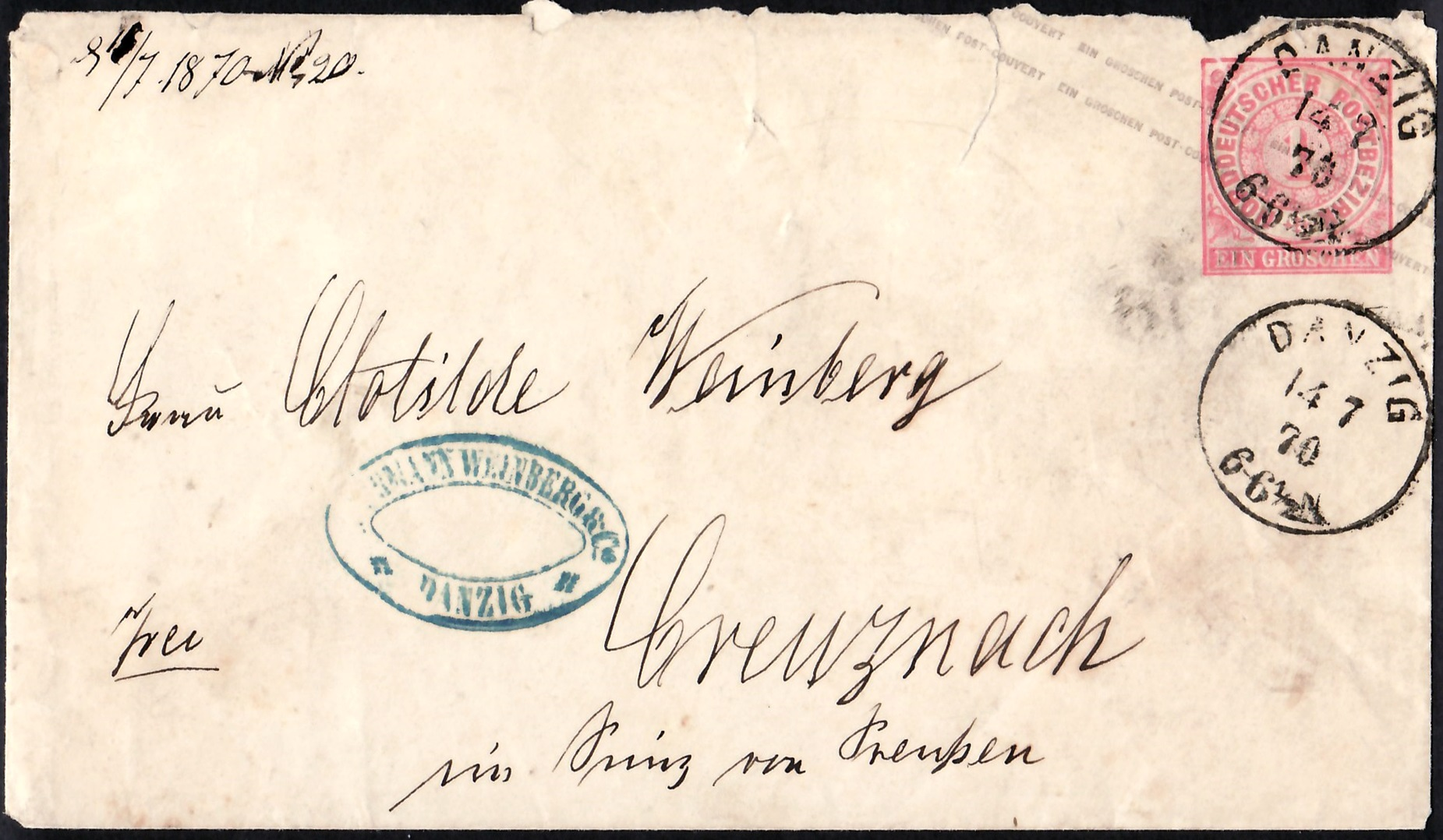
Ganzsachenbrief des Norddeutschen Postbezirks aus Danzig, 1870 (Ganzsache von 1868)

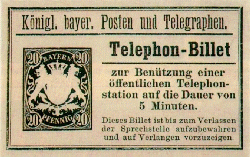
Telephon-Billet von 1891

Ganzsachen sind im Voraus bezahlte philatelistische Belege mit Wertzeicheneindruck, zum Beispiel Postkarten, Umschläge, Streifbänder, Kartenbriefe, aber auch Telephon-Billets und Postanweisungen. Darüber hinaus kommen seltener auch Faltbriefe (bei Versand per Luftpost: Aerogramme), Telegrammblätter und Paketkarten vor. Eine Ganzsache ist ein Postwertzeichen wie eine Briefmarke und somit eine Gebührenquittung für die Inanspruchnahme der postüblichen Dienstleistungen. Aus diesem Grund konnten bei vielen Postverwaltungen ausgeschnittene ungebrauchte 
Wertstempel als aufgeklebte Frankatur bei anderen Postsendungen verwendet werden.
Für den Käufer liegt der Vorteil in der Kombination von Postkarte/Briefumschlag und passender Frankatur in einem Produkt. Bei portogerechter Verwendung sind keine weiteren Briefmarken nötig; nach einer Portoerhöhung oder für Zusatzleistungen wie z. B. Einschreiben wird der fehlende Betrag durch Briefmarken ergänzt.
Ein weiterer Vorteil liegt oft in dem günstigeren Preis der Ganzsache gegenüber dem Einzelkauf von Postkarte oder Briefumschlag und Briefmarken. Viele Postverwaltungen (Deutschland bis 2003) geben die Ganzsache zum Preis der aufgedruckten Frankatur ab.
In der Philatelie sind Ganzsachen ein beliebtes Sammelobjekt, insbesondere echt gelaufene Ganzsachen aus dem täglichen Leben. Sie erzählen mehr über sich als eine gestempelte Briefmarke. Unter anderem sind der Absendeort, Datum, Absender, Adressat, in früheren Jahrzehnten teilweise auch der Ankunftsstempel zu sehen. Postfrische Ganzsachen gibt es auch als Bestandteil von Jahrbüchern.
Mit der Einführung des Plusbrief individuell können Kunden sich ab einer Auflage von 20 Stück eigene Ganzsachen erstellen.
Im Gegensatz zu Ganzsachen weisen Ganzstücke keinen Wertzeicheneindruck auf. Philatelistische Belege mit Wertzeicheneindruck werden weiterhin Ganzsache genannt, wenn sie zur Portoergänzung mit einer zusätzlichen Frankatur versehen wurden.

## Definition
Nach dem Artikel Was sind Ganzsachen, in: Die Ganzsache, Nr. 1–2/1975, S. 9–16 von Dr. W. Fricke, werden sie nach folgenden Kriterien bestimmt:
- Es muss Portopflicht bestehen.
- Die Gebühr ist im Voraus zu entrichten.
- In aller Regel ist ein Wertzeicheneindruck vorhanden.

- Es gibt außerdem Ganzsachen ohne Wertzeicheneindruck in den folgenden Fällen:
  - Die Gebühr geht aus dem postalischen Beleg hervor, wie z. B. beim Internationalen Antwortschein.
  - Die Gebühr ist durch ein Dienstsiegel bestätigt, wie z. B. bei den Bremer Stadtpostumschlägen.
  - Die Gebühr ist durch einen Kontrollstempel bestätigt, wie z. B. bei manchen Notausgaben oder bei der sogenannten Verkorkungen der Sowjetischen Zone (SBZ) nach dem Zweiten Weltkrieg.

Im selben Artikel von Fricke wird ein Sammler folgendermaßen zitiert:

„Das betreffende Stück ist als eine Ganzsache mit Wertstempel aufzufassen, wenn durch einen Aufdruck gesagt ist, daß das Porto für die Beförderung schon bezahlt ist. Ob dieser Betrag dadurch selbst genannt ist, spielt keine Rolle.“

Sammelstücke in dieser erweiterten Definition würden den Umfang von Katalogen erheblich ausdehnen, sie sind deswegen nicht in jedem Fall darin verzeichnet.
Der deutsche Begriff Ganzsache stammt von dem Berliner Briefmarkenhändler und -prüfer Julius Schlesinger (1858–1920).

## Geschichte

### Vorläufer
- 1637: Erstes Stempelpapier in Spanien ab 1. Januar 1637. (Stempelpapier hatte oft Wertzeicheneindrucke)
- 1838: Vorläufer aus New South Wales mit Wertzeichen im Reliefdruck.

### Erste Ganzsachen und deren Verbreitung
- 1840: Mulready-Ganzsachen erscheinen in England; sie gelten als die ersten Ganzsachen. Sie waren vollflächig mit einem symbolischen Bildmotiv bedruckt und es gab sie sowohl als Faltbriefe oder als Briefumschläge, jeweils mit der Wertstufen 1 Penny bzw. 2 Pence. Er wurde ab dem 1. Mai verkauft, erster Gültigkeitstag war der 6. Mai. Aufgrund von Beschwerden wegen der Umschlaggestaltung durch den Künstler William Mulready (1786–1863) wurde er kurz darauf wieder zurückgezogen.[4] Erste Ganzsachen waren meist vollkommen gestaltete Briefumschläge, die nichts mit dem heute üblichen Eindruck einer normal erschienenen Briefmarke in einen Briefumschlag gemeinsam hatten.
- 1846: Erste Ganzsachen in der Schweiz: amtliche aus dem Kanton Genf.
- 1849: Erste Ganzsachen in Deutschland aus Hannover.[5]
- 1851: Erste preußische Ganzsachen.[5]
- 1861: Erste Ganzsachen in Österreich.
- 1869: Erste Postkarten überhaupt aus Österreich, die zugleich die ersten Ganzsachenpostkarten sind.
- 1870: Erste deutsche Ganzsachen-Postkarten aus Württemberg.
- 1923: Bildpostkarten aus der Schweiz.
- 1998: Zum 10. Juni 1998 führte die Deutsche Post AG den „Plusbrief“ als neues Produkt ein. Es handelt sich dabei aber um Ganzsachen. Diese werden ab diesem Zeitpunkt von der Post nur anders benannt.

## Arten von Ganzsachen

### Anzeigenganzsachen
Dabei handelt es sich um von privaten Annoncen-Expeditionen aufgelegte Umschläge, Faltbriefe, Kartenbriefe und Postkarten mit einer Vielzahl kleiner Firmeninserate und Wertstempeleindruck auf private Bestellung. Diese wurden im privaten Handel unter dem Preis des Wertstempel von den inserierenden Firmen zum Teilwert in Zahlung genommen. Besonders bei Postkarten und Kartenbriefen verblieb nur noch eine kleine Schreibfläche. Dabei gibt es Postkartenhefte mit verschiedenen Einzelwerbungen je Karte und auf Zwischenblättern (links senkrecht gezähnt).
Außerhalb dieser Spezifikation liegen nachträglich in gleicher Weise bedruckte amtliche Ganzsachen (siehe Abschnitt „Zudrucke“). Amtliche oder Privatganzsachen mit Werbetexten des Absenders (z. B. Angebot einer Firma, Auftragsvordruck, Einladung usw.) sind ebenfalls keine Anzeigen-Ganzsachen.

### Umschläge
Neben den amtlichen gibt es auch private Umschläge sowie Faltbriefe (= Briefbogen, die zusammengefaltet mittels überstehender, gummierter Falzklappen zugeklebt werden konnten) und Postanweisungsumschläge.

### Streifband

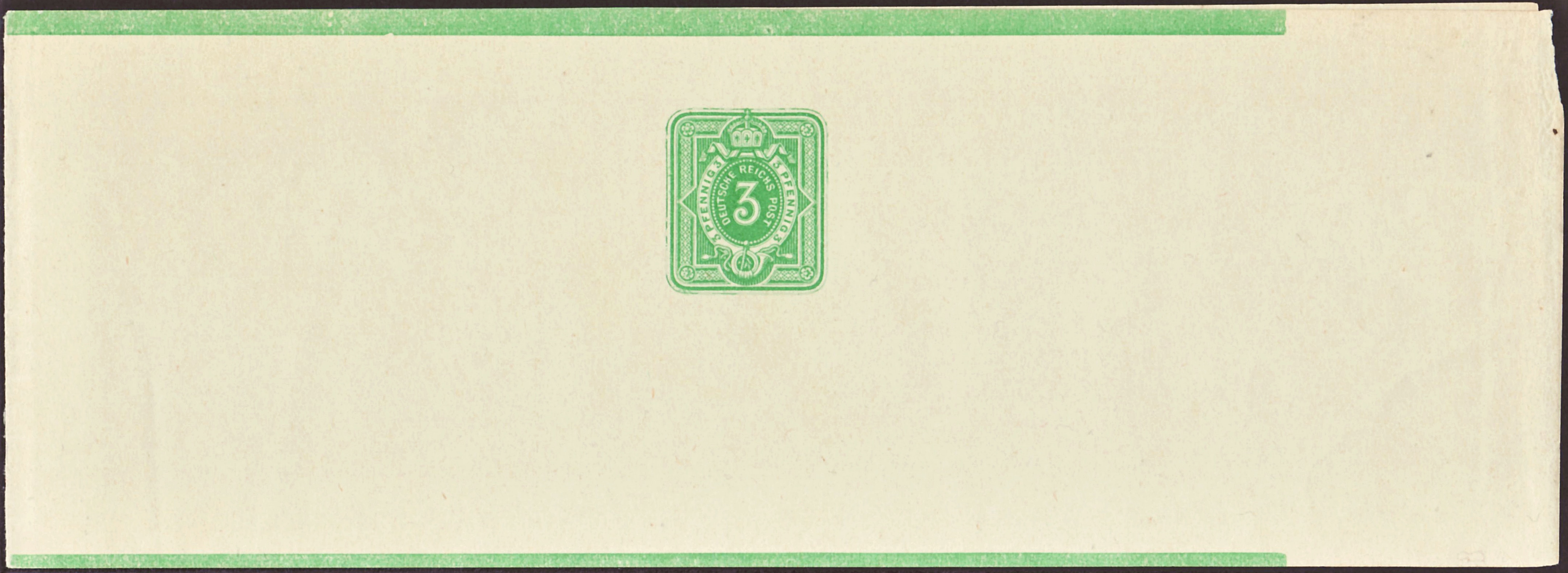
Ein "Streifband" der Deutschen Reichspost aus den 1880ern

Streifband, auch Streifbandzeitung (StrbZtg) genannt, ist die Versandart von Zeitungen als Postsendung. Die Streifbänder, welche die Zeitung zusammenhalten, weisen oft eingedruckte Briefmarken auf und gelten in diesem Fall als Ganzsache. Gedruckte Bogen mit und ohne Trennlinien waren in Streifen zu zerschneiden, von denen jeder einen Wertstempel aufwies. Diese dienten dem Zeitungs- und Zeitschriftenversand. Heute kommen meist Streifbänder in Form von Etiketten zum Einsatz, aus welchen Adressinformationen sowie die Nummer des Postvertriebsstücks zur Portobestätigung hervorgeht. Diese werden direkt auf die Zeitschrift aufgebracht oder – meist im Fall von Auslandssendungen oder um dem Verlust einer Sendung durch Entwendung vorzubeugen – auf einen Umschlag. Zum 1. Juli 2011 wurde die Streifbandzeitung umsatzsteuerpflichtig. Aus diesem Grund ist eine Frankatur mit Briefmarken oder als Plusbrief Individuell nicht mehr zulässig. Als Ersatz wurde daher zum 1. Juli 2011 eine Produktmarke Streifbandzeitung für den Inlandsversand eingeführt.

### Kartenbrief

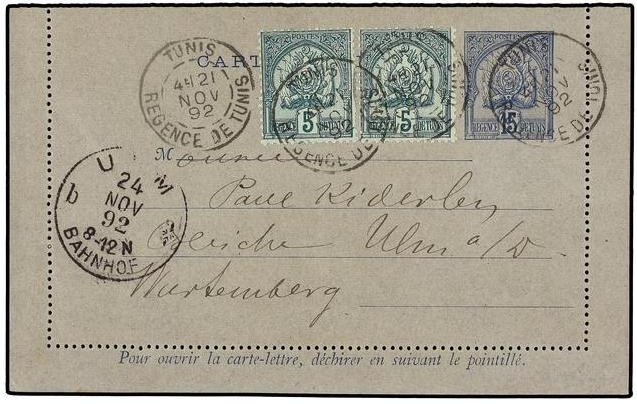
Kartenbrief aus dem französischen Protektorat Tunesien

Kartenbriefe, fälschlich auch Faltbriefe genannt, waren eine vereinfachte Briefform, bestehend aus einer einmal, in einigen Ländern auch zweimal gebrochenen, zusammenfaltbaren Doppelkarte, deren Ränder, teilweise gummiert und rings durchlocht, beim Verschließen des Kartenbriefs aufeinandergeklebt und bei Öffnung abgerissen wurden. Kartenbriefe dienten zur Übermittlung kürzerer Mitteilungen, die auf einer Postkarte wegen Raummangels nicht niedergeschrieben werden konnten oder von keinem andern als dem Empfänger gelesen werden sollten; sie unterlagen den Vorschriften und Gebühren für gewöhnliche Briefe.
Kartenbriefe wurden von dem Ungarn Karl Kohn, genannt Károly Akin, 1871 erfunden. Sie wurden zuerst, ab 1. Mai 1879, in Frankreich bei der Pariser Rohrpost, 1882 in Belgien und 1886 in Österreich verwendet. In den folgenden Jahren kamen sie dann in den meisten anderen europäischen und in mehreren amerikanischen Staaten zum Einsatz. Die Deutsche Reichspost schuf den Kartenbrief als neuen Versendungsgegenstand am 1. November 1897. Von den Postanstalten im Reichspostgebiet wurden bis zum Weltkrieg Vordrucke mit eingedruckten Wertzeichen (zu 10 Pf.) zum Nennwert verkauft. Im Juni 1922 schaffte die Deutsche Reichspost die Kartenbriefe wegen zu geringen Absatzes wieder ab.

### Postkarte
- siehe Postkarte
  - Gezähnte Postkarte
  - Antwortkarte
  - Weltpostkarte
  - Bildpostkarte
  - Publibel-Karte

### Postanweisung

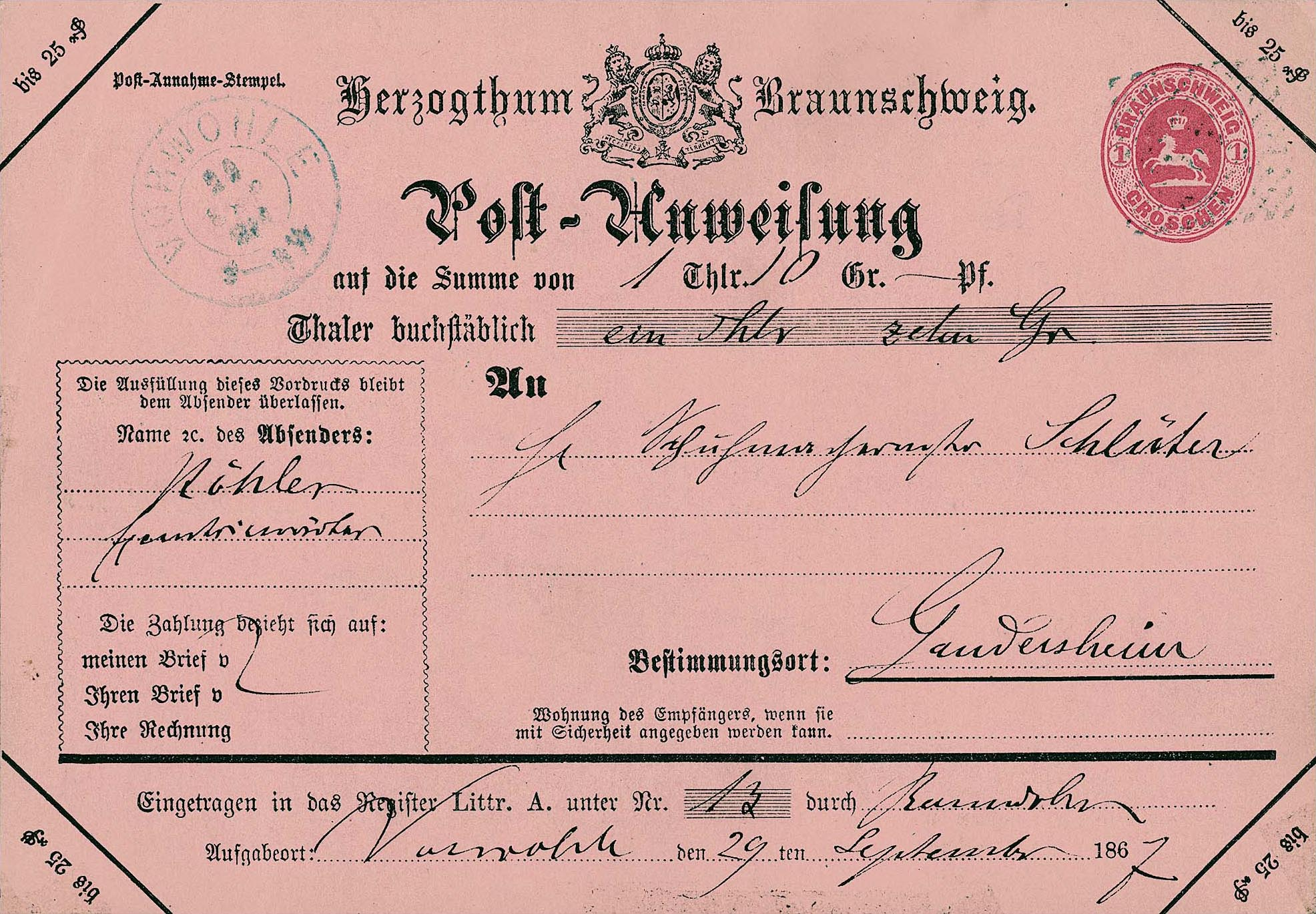
Postanweisung aus dem Herzogtum Braunschweig von 1867

Postanweisungen als Ganzsachen wurden in Deutschland bis 1922 ausgegeben (nach 1922 nur noch als Formular). Sie hatten meist einen zwei- bzw. dreiteiligen Vordruck. Im Königreich Württemberg gab es auch Postanweisungs-Umschläge und Postanweisungs-Dienstumschläge, in die Mitteilungen eingelegt werden konnten.

### Sonderganzsachen
Aus denselben Gründen wie bei den Sondermarken geben manche Postverwaltungen auch Sonderganzsachen (meist als Sonderpostkarten oder Sonderumschläge, zuweilen auch als Sonderfaltbriefe) aus. Solche Sonderganzsachen können, müssen aber nicht einen besonderen Wertzeicheneindruck aufweisen; es sind aber auch Sonderganzsachen bekannt, auf denen das gleichzeitig gültige Dauerwertzeichen Verwendung fand.

### Ganzsachen mit Privatzudrucken
Die meisten Ganzsachen sind so entworfen, dass sie die Korrespondenz des Verwenders aufnehmen können. Auch wenn diese in der Regel handschriftlich aufgebracht wird, ist es Privaten nicht verboten, die für die Korrespondenz vorgesehenen Räume zu bedrucken. Somit entstehen Ganzsachen mit Privatzudrucken, die auf den ersten Blick mit Sonderganzsachen verwechselt werden können.
In manchen Ländern und zu manchen Zeiten konnte dieser Zudruck bereits in der Wertzeichendruckerei bestellt werden; dies ändert aber nichts daran, dass es sich hierbei nicht um spezielle Ausgaben handelt.
Nicht immer einfach ist die Zuordnung dann, wenn der Zudruck durch eine staatsnahe Institution veranlasst wurde. So wird etwa bei italienischen Postkarten aus den 1920er Jahren mit Propaganda-Sprüchen für die faschistische Partei diskutiert, ob diese als amtliche Ausgaben betrachtet werden müssen.

## Die Entwicklungsgeschichte des Sammelns
Kalckhoff schrieb um kurz vor 1900, dass in den 1880er und 1890er Jahren es einen großen Aufschwung des Sammelns von Ganzsachen gab. Zunächst wurden eher Ganzsachenausschnitte gesammelt, was dann schon bald zunehmend verpönt war. Stattdessen sammelte man die vollständigen Ganzsachen. Frühe Alben hatten öfter eigene Blätter, die für Ganzsachenausschnitte vorgesehen waren. Heute gibt es immer noch Vordruckalben für Sammler, aber jetzt für die kompletten Sammelstücke. Es gab wahrscheinlich bei weitem nie so viele Ganzsachensammler, wie Sammler von Briefmarken. Sie wurden oft von Briefmarkensammlern nur nebenbei gesammelt. Teilweise werden für manche Ganzsachen erstaunliche Preise erzielt.
Bedeutende Sammler
- Carl Lindenberg (1850–1928), Jurist
- Franz Kalckhoff (1860–1955), Chemiker
- Siegfried Ascher (1877–1962), Architekt
- Ernst und Franz Petschek, Chemiker und Industrieller